# LibreOffice
LibreOffice es un paquete de software de oficina libre y de código abierto desarrollado por The Document Foundation. Se creó en 2010 como bifurcación de OpenOffice.org, otro antiguo proyecto de código abierto, que a su vez tenía como base inicial a la suite ofimática StarOffice, desarrollada por StarDivision, adquirida por Sun Microsystems en agosto de 1999. Su entorno está programado en los lenguajes informáticos C++, Java y Python.
Cuenta con un procesador de texto (Writer), un editor de hojas de cálculo (Calc), un gestor de presentaciones (Impress), un gestor de bases de datos (Base), un editor de gráficos vectoriales (Draw) y un editor de fórmulas matemáticas (Math).
Está diseñada para ser compatible con los principales paquetes ofimáticos, incluido Microsoft Office, aunque algunas características de diseño y atributos de formato son manejados de forma diferente o no son compatibles. LibreOffice está disponible en más de 120 idiomas (incluidos español, catalán, vasco y gallego) y para diferentes sistemas operativos, incluidos Microsoft Windows, macOS y GNU/Linux (más ediciones para Android y iOS), así como en forma de una suite de oficina en línea LibreOffice Online. Es la suite ofimática predeterminada en las distribuciones Linux más populares.
Entre enero de 2011 (la primera versión estable) y octubre de 2011, LibreOffice fue descargada alrededor de 7,5 millones de veces. Desde mayo de 2011 hasta mayo de 2015, fue descargada 120 millones de veces, excluyendo las distribuciones de Linux, que desde mayo de 2014 hasta mayo de 2015 fueron 54 millones de descargas.

## Historia

### Antecedentes: ooo-build, Go-oo y Oracle
Diversos miembros de la comunidad de OpenOffice.org que no eran empleados de Sun Microsystems habían deseado una composición más igualitaria para el proyecto OpenOffice.org durante numerosos años; Sun había prometido en el anuncio original de OpenOffice.org en 2000 que el proyecto con el tiempo sería gestionado por una fundación neutral y presentó una propuesta más detallada al respecto en 2001.
Ximian, y posteriormente Novell, habían dado mantenimiento al juego de parches ooo-build, un proyecto encabezado por el programador británico Michael Meeks, para facilitar la compilación del programa en sistemas Linux y como consecuencia de la dificultad para conseguir que Sun aceptase contribuciones en OpenOffice.org, incluso aquellas creadas por aliados corporativos. ooo-build daba seguimiento a la línea troncal de desarrollo y no pretendía crear ni constituir una bifurcación. Además, ooo‑build sirvió de mecanismo de compilación estándar para OpenOffice.org en la mayoría de las distribuciones Linux y dichas distribuciones aportaban contribuciones.
En 2007, Novell puso a disposición ooo-build como un paquete de software denominado Go-oo (ooo-build había utilizado el nombre de dominio go-oo.org desde 2005), que integraba muchas funcionalidades no incluidas en la versión original de OpenOffice.org. Go-oo, asimismo, fomentaba las contribuciones externas con reglas similares a las que posteriormente incorporaría LibreOffice.
Las contribuciones de Sun a OpenOffice.org habían venido disminuyendo durante algún tiempo; no obstante, la empresa se mantuvo renuente a aceptar contribuciones externas. Por encima de ello, algunos colaboradores se disgustaron con la puesta en marcha de un contrato que daba a IBM derechos privativos sobre el código fuente de OpenOffice.org para la creación de IBM Lotus Symphony sin someterla a ninguna licencia de código abierto.
Oracle Corporation adquirió Sun a principios de 2010. Algunos miembros de la comunidad de OpenOffice.org expresaron su preocupación respecto al comportamiento de Oracle hacia los proyectos de código abierto que manejaba, la demanda sobre Java contra Google, la retirada de Oracle de sus programadores asignados y la falta de actividad o participación visible en OpenOffice.org, como señalaron varios observadores de la industria; Meeks declaró al respecto a principios de septiembre de 2010: «La noticia que trajo la conferencia de OpenOffice de Oracle es que no hay noticias». Al poco tiempo se iniciaron deliberaciones sobre una bifurcación.

### The Document Foundation y LibreOffice
El 28 de septiembre de 2010, The Document Foundation fue anunciada como la organización albergadora de LibreOffice, un nuevo derivado de OpenOffice.org. El anuncio inicial de The Document Foundation manifestó su preocupación de que Oracle o descontinuase OpenOffice.org, o bien le colocase restricciones, como había hecho con OpenSolaris.
Para lanzar la versión beta de LibreOffice 3.3, se empleó la infraestructura de compilaciones de ooo-build y el código no publicado de OpenOffice.org 3.3 beta proveniente de Oracle, más parches seleccionados de Go-oo. Go-oo fue descontinuado en favor de LibreOffice. Ya que el paquete de oficina que se etiquetaba «OpenOffice.org» en la mayoría de las distribuciones Linux era en realidad Go-oo, casi todas estas cambiaron a LibreOffice de inmediato.
Se extendió una invitación a Oracle para que se convirtiese en miembro de The Document Foundation. Oracle, empero, exigió que todos los miembros del Consejo comunitario de OpenOffice.org implicados en la creación de The Document Foundation dimitiesen del consejo, alegando un conflicto de intereses.

#### Denominación
El nombre «LibreOffice» fue escogido tras examinar bases de datos de marcas registradas, consultar redes sociales y comprobar la disponibilidad para registrar URL en varios países. Oracle rechazó solicitudes de donar la marca OpenOffice.org al proyecto.
Al principio, LibreOffice recibió el nombre BrOffice en Brasil. OpenOffice.org era distribuido en aquel país como «BrOffice.org» por el Centro de Excelência em Software Livre debido a un problema de marca comercial.

### Fin de OpenOffice.org e inicio de Apache OpenOffice
Oracle anunció en abril de 2011 que finalizaría por completo el desarrollo de OpenOffice.org y despediría a la mayoría de sus programadores. En junio de 2011, Oracle comunicó que donaría el código y la marca de OpenOffice.org a la Apache Software Foundation, la cual aceptó «incubar» el proyecto hasta convertirse en Apache OpenOffice. En una entrevista con Linux Weekly News en 2011, Mark Shuttleworth, fundador de Ubuntu, sugirió que The Document Foundation podría haber propiciado la desaparición de OpenOffice.org por no haber autorizado su código con base en el acuerdo de licencia para contribuyentes de Oracle. Sin embargo, Simon Phipps, exejecutivo de Sun y presidente de la Open Source Initiative, negó que ese fuera el motivo:

The act of creating The Document Foundation and its LibreOffice project did no demonstrable harm to Oracle's business. There is no new commercial competition to Oracle Open Office (their commercial edition of OO.o) arising from LibreOffice. No contributions that Oracle valued were ended by its creation. Oracle's ability to continue development of the code was in no way impaired. Oracle's decision appears to be simply that, after a year of evaluation, the profit to be made from developing Oracle Open Office and Oracle Cloud Office did not justify the salaries of over 100 senior developers working on them both. Suggesting that TDF was in some way to blame for a hard-headed business decision that seemed inevitable from the day Oracle's acquisition of Sun was announced is at best disingenuous.
La creación de The Document Foundation y su proyecto LibreOffice no perjudicó de manera demostrable a las actividades comerciales de Oracle. LibreOffice no genera ninguna nueva competencia mercantil contra Oracle Open Office (su versión comercial de OO.o). Ninguna contribución que Oracle valorara terminó como resultado de su creación. La capacidad de Oracle de continuar desarrollando el código no fue obstaculizada de ningún modo. La decisión de Oracle aparenta ser simplemente esta: tras un año de evaluación, las ganancias que podría generarles el desarrollo de Oracle Open Office y Oracle Cloud Office no justificaban los salarios de más de 100 desarrolladores veteranos que trabajaban en ambos proyectos. Sugerir que TDF de un modo u otro es culpable de una decisión económica realista (que parecía inevitable desde que se anunció que Oracle compraría Sun) es, en el mejor de los casos, falaz.

En marzo de 2015, Linux Weekly News publicó una comparativa de LibreOffice y Apache OpenOffice, en la que concluyó que «LibreOffice ha ganado la batalla de la participación de programadores».

## Aplicaciones incluidas
LibreOffice incluye las siguientes aplicaciones:
| Componente | Notas | Captura de pantalla               |
| ---------- | --- | --------------------------------- |
| Writer     | Es un procesador de texto que funciona de manera cada vez más similar a las aplicaciones Microsoft Word y WordPerfect, su formato es ODT (OpenDocument Text) abriendo y guardando también en formato de Word .doc(x). Permite exportar archivos de texto a distintos formatos como PDF y HTML sin tener que usar programas adicionales. Utiliza la funcionalidad WYSIWYG que permite escribir un documento viendo directamente el resultado final y así poder crear y editar páginas web. También puede utilizarse como un simple editor de textos. | LibreOffice Writer 6.4 en Ubuntu  |
| Calc       | Es un software de hoja de cálculo, similar a Microsoft Excel y Lotus 1-2-3. Crea las hojas en formato ODS (OpenDocument Sheet), aprobado por ISO, pudiendo abrir y editar archivos de formato .XLS(x) procedentes de Microsoft Excel. Tiene también una serie de características adicionales, que incluyen un sistema que automáticamente define serie de gráficos, basados en la información disponible para el usuario. | LibreOffice Calc 6.4 en Ubuntu    |
| Impress    | Es un programa de presentación de transparencias o diapositivas, similar a Microsoft PowerPoint y Apple Keynote. El formato nativo de las presentaciones es ODP (OpenDocument Presentation), pero también tiene la capacidad de leer y escribir en el formato de archivos .ppt(x). Incluye la posibilidad de exportar presentaciones en formatos PDF (Portable Document Format) así como a la Web. | LibreOffice Impress 6.4 en Ubuntu |
| Draw       | Es un editor de gráficos vectoriales y herramienta de diagramación, similar a Microsoft Visio o a Lucidchart. Su formato es ODG (OpenDocument Graphics) y ofrece conectores entre las formas, gestión de capas en el documento y diversas galerías (disponibles también mediante extensión) que facilitan la construcción de gráficos, como por ejemplo diagramas de flujo o de bloque entre muchos otros. También se asemeja en funcionalidades DTP a programas de maquetación como Scribus o Microsoft Publisher. Por último, es el componente de la suite que permite editar y firmar archivos PDF y ofrece la posibilidad de importar archivos de Visio (.vsd/.vsdx) así como de exportar al estándar SVG. | LibreOffice Draw 6.4 en Ubuntu    |
| Base       | Es un programa de gestión de bases de datos muy similar al software Access de Microsoft. Permite la creación y manejo de bases de datos, elaboración de formularios e informes que proporcionan a los usuarios finales un fácil acceso a los datos. Al igual que la aplicación Access, es capaz de trabajar como un front-end para diversos sistemas de bases de datos tales como el de Access (JET), fuente de datos ODBC, JDBC y MySQL, MariaDB, PostgreSQL. | LibreOffice Base 6.0 en Ubuntu    |
| Math       | Es una aplicación diseñada para la creación y edición de fórmulas matemáticas. Utiliza un lenguaje de marcado (XML) para representar fórmulas, tal como se define en la especificación OpenDocument. Dichas fórmulas pueden incorporarse fácilmente dentro de otros documentos de la suite LibreOffice, tales como los documentos creados por Writer, o Calc incrustándolas al documento como objetos OLE. Math admite múltiples tipografías y puede exportar fórmulas a los formatos de archivo ODF, PDF o MathML. | LibreOffice Math 6.4 en Ubuntu    |

## Características

### Plataformas
LibreOffice está disponible en las plataformas de los siguientes sistemas operativos: Microsoft Windows, distribuciones de GNU/Linux y macOS. A su vez, puede ejecutarse en las arquitecturas x86 y x86-64.

### LibreOffice Online
LibreOffice Online es la edición de suite de oficina en línea de LibreOffice. Es una aplicación web que ofrece edición colaborativa básica de documentos en un navegador web mediante la reutilización del “núcleo” de LibreOffice. El código fuente de LibreOffice Online se reveló por primera vez con la versión 5.3 de LibreOffice en febrero de 2017.
En octubre de 2020 Collabora anunció el traslado de su trabajo en Collabora Online de la infraestructura de The Document Foundation a GitHub.

### Formatos compatibles
Además de escribir los documentos en un formato estándar ISO (ISO/IEC 26300:2006, OpenDocument),o LibreOffice permite también importar y exportar documentos en varios formatos adicionales como, por ejemplo, los de Microsoft Office, Rich Text Format (.rtf), archivos de texto plano (.txt) poniéndole un formato predeterminado en el mismo LibreOffice, Office Open XML y OpenOffice.org XML, Microsoft Works y WordPerfect. Además, puede exportar documentos directamente a los formatos PDF y SWF. LibreOffice también cuenta con la capacidad de importar documentos en modo de «solo lectura» en los formatos Uniform Office Format, Data Interchange Format y los formatos propios de Lotus 1-2-3, entre otros.

### Formatos de archivos admitidos
| Tipos de formatos de archivos admitidos    | Tipos de formatos de archivos admitidos              | Tipos de formatos de archivos admitidos | Tipos de formatos de archivos admitidos | Tipos de formatos de archivos admitidos                                                              |
| Formato                                    | Extensión                                            | Lectura                                 | Escritura                               | Anotaciones                                                                                          |
| ------------------------------------------ | ---------------------------------------------------- | --------------------------------------- | --------------------------------------- | --- |
| AbiWord                                    | ABW, ZABW                                            | 4.2                                     |                                         | |
| Adobe Flash                                | SWF                                                  | Sí                                      | Exportable desde Impress                | |
| Adobe FreeHand                             | AGD, FHD                                             | Sí                                      |                                         | |
| Adobe PageMaker                            | PMD, PM3, PM4, PM5, PM6, P65                         | 4.4                                     |                                         | |
| Adobe Swatch Exchange                      | ASE                                                  | 5.0                                     |                                         | |
| Apple Keynote                              | KTH, KEY                                             | 5.0                                     |                                         | |
| Apple Numbers                              | Numbers                                              | 5.0                                     |                                         | |
| Apple Pages                                | Pages                                                | 5.0                                     |                                         | |
| AppleWorks Word Processing                 | CWK                                                  | 4.1 on                                  |                                         | Antiguamente llamado ClarisWorks                                                                     |
| ApportisDoc (Palm)                         | PDB                                                  | Sí                                      | Sí                                      | Es necesario instalar Java                                                                           |
| AutoCAD DXF                                | DXF                                                  | Sí                                      |                                         | |
| BMP file format                            | BMP                                                  | Sí                                      | Sí                                      | |
| Valores separados por comas                | CSV, TXT                                             | Sí                                      | Sí                                      | |
| ClarisDraw                                 |                                                      | Sí                                      |                                         | |
| CorelDRAW 6-X7                             | CDR, CMX                                             | 3.6                                     |                                         | |
| Computer Graphics Metafile                 | CGM                                                  | Sí                                      |                                         | Solo codificado en binario; no aquellos que usan codificación de texto claro o basada en caracteres. |
| Data Interchange Format                    | DIF                                                  | Sí                                      | Sí                                      | |
| dBase, Clipper, VP-Info, FoxPro            | DBF                                                  | Sí                                      | Sí                                      | |
| DocBook                                    | XML                                                  | Sí                                      | Sí                                      | |
| Encapsulated PostScript                    | EPS                                                  | Sí                                      | Sí                                      | |
| Enhanced Metafile                          | EMF                                                  | Sí                                      | Sí                                      | |
| EPUB                                       | EPUB                                                 |                                         | 6.0                                     | |
| FictionBook                                | FB2                                                  | 4.2                                     |                                         | |
| Paleta de GIMP                             | GPL                                                  | 4.4                                     |                                         | |
| Gnumeric                                   | GNM, GNUMERIC                                        | 5.1                                     | No                                      | |
| Graphics Interchange Format                | GIF                                                  | Sí                                      | Sí                                      | |
| Hangul WP 97                               | HWP                                                  | Sí                                      |                                         | |
| Archivo de trazado HPGL                    | PLT                                                  | Sí                                      |                                         | |
| HTML                                       | HTML, HTM                                            | Sí                                      | Sí                                      | |
| Ichitaro 8/9/10/11                         | JTD, JTT                                             | Sí                                      |                                         | |
| JPEG                                       | JPG, JPEG                                            | Sí                                      | Sí                                      | |
| Lotus 1-2-3                                | WK1, WKS, 123                                        | Sí                                      |                                         | |
| Lotus Word Pro                             |                                                      | Sí                                      |                                         | |
| MacDraft                                   |                                                      | 5.0                                     |                                         | |
| MacDraw                                    |                                                      | 4.4                                     |                                         | |
| MacDraw II                                 |                                                      | 4.4                                     |                                         | |
| Macintosh Picture File                     | PCT                                                  | Sí                                      | Sí                                      | |
| MacWrite Pro 1.5                           |                                                      | 4.1 on                                  |                                         | |
| MathML                                     | MML                                                  | Sí                                      | Sí                                      | |
| MET                                        | MET                                                  | Sí                                      | Sí                                      | |
| Microsoft 365                              | DOCX, XLSX, PPTX                                     | Sí                                      | Sí                                      | |
| Microsoft Excel 2003 XML                   | XML                                                  | Sí                                      | Sí                                      | |
| Microsoft Excel 4/5/95                     | XLS, XLW, XLT                                        | Sí                                      |                                         | |
| Microsoft Excel 97–2003                    | XLS, XLW, XLT                                        | Sí                                      | Sí                                      | |
| Microsoft Office 2007-2021 Office Open XML | DOCX, XLSX, PPTX                                     | Sí                                      | Sí                                      | |
| Microsoft Pocket Excel                     | PXL                                                  | Sí                                      | Sí                                      | Es necesario instalar Java                                                                           |
| Microsoft Pocket Word                      | PSW                                                  | Sí                                      | Sí                                      | Es necesario instalar Java                                                                           |
| Microsoft PowerPoint 97–2003               | PPT, PPS, POT                                        | Sí                                      | Sí                                      | |
| Microsoft Publisher                        | PUB                                                  | 4.0                                     |                                         | |
| Microsoft RTF                              | RTF                                                  | Sí                                      | Sí                                      | |
| Microsoft Word 2003 XML (WordprocessingML) | XML                                                  | Sí                                      | Sí                                      | |
| Microsoft Word 4/5/6.0/95                  | DOC, DOT                                             | Sí                                      |                                         | |
| Microsoft Word 97–2003                     | DOC, DOT                                             | Sí                                      | Sí                                      | |
| Microsoft Word for Mac                     |                                                      | 4.1 on                                  |                                         | Word 1–5.1                                                                                           |
| Microsoft Word for Windows 2               | DOC, DOT                                             | Sí                                      | Sí                                      | |
| Microsoft Works                            |                                                      | Sí                                      |                                         | Formatos de Works for Mac desde la versión 4.1                                                       |
| Microsoft Write                            | WRI                                                  | 5.1                                     | No                                      | |
| Microsoft Visio                            | VSD                                                  | Sí                                      |                                         | |
| Formatos Netpbm                            | PGM, PBM, PPM                                        | Sí                                      | Sí                                      | |
| OpenDocument                               | ODT, FODT, ODS, FODS, ODP, FODP, ODB, ODG, FODG, ODF | Sí                                      | Sí                                      | |
| Open Office Base                           | ODB                                                  | Sí                                      | Sí                                      | |
| OpenOffice.org XML                         | SXW, STW, SXC, STC, SXI, STI, SXD, STD, SXM          | Sí                                      | Sí                                      | |
| PCX                                        | PCX                                                  | Sí                                      |                                         | |
| Photo CD                                   | PCD                                                  | Sí                                      |                                         | |
| Adobe Photoshop                            | PSD                                                  | Sí                                      |                                         | |
| Texto plano                                | TXT                                                  | Sí                                      | Sí                                      | Compatible con varias codificaciones                                                                 |
| Portable Document Format                   | PDF                                                  | Sí                                      | Sí                                      | Incluidos PDF híbridos                                                                               |
| Portable Network Graphics                  | PNG                                                  | Sí                                      | Sí                                      | |
| QuarkXPress 3–4                            | QXP                                                  | 6.0                                     |                                         | |
| Quattro Pro 6.0                            | WB2                                                  | Sí                                      |                                         | |
| RagTime for Mac                            |                                                      | 4.4                                     |                                         | |
| Scalable Vector Graphics                   | SVG                                                  | Sí                                      | Sí                                      | |
| SGV                                        | SGV                                                  | Sí                                      |                                         | |
| Software602 (T602)                         | 602, TXT                                             | Sí                                      |                                         | |
| Sony Broad Band eBook                      | RLF                                                  | 4.4                                     |                                         | |
| StarOffice StarCalc 3/4/5                  | SDC, VOR                                             |                                         |                                         | |
| StarOffice StarDraw/StarImpress            | SDA, SDD, SDP, VOR                                   |                                         |                                         | |
| StarOffice StarMath                        | SXM                                                  |                                         |                                         | |
| StarOffice StarWriter 3/4/5                | SDW, SGL, VOR                                        |                                         |                                         | |
| Star Writer Graphics                       | SGF                                                  | Sí                                      |                                         | |
| SunOS Raster                               | RAS                                                  | Sí                                      | Sí                                      | |
| SVM                                        | SVM                                                  | Sí                                      | Sí                                      | |
| SYLK                                       | SLK                                                  | Sí                                      | Sí                                      | |
| Tagged Image File Format                   | TIF, TIFF                                            | Sí                                      | Sí                                      | |
| Truevision TGA (Targa)                     | TGA                                                  | Sí                                      |                                         | |
| Unified Office Format                      | UOF, UOT, UOS, UOP                                   | Sí                                      | Sí                                      | |
| Windows Metafile                           | WMF                                                  | Sí                                      | Sí                                      | |
| WordPerfect                                | WPD                                                  | Sí                                      |                                         | |
| WordPerfect Suite 2000/Office 1.0          | WPS                                                  | Sí                                      |                                         | |
| WriteNow 4.0                               |                                                      | 4.1 on                                  |                                         | |
| X BitMap                                   | XBM                                                  | Sí                                      |                                         | |
| X PixMap                                   | XPM                                                  | Sí                                      | Sí                                      | |
| Zoner Draw                                 | ZMF                                                  | 5.3                                     |                                         | |

## Interfaz de usuario

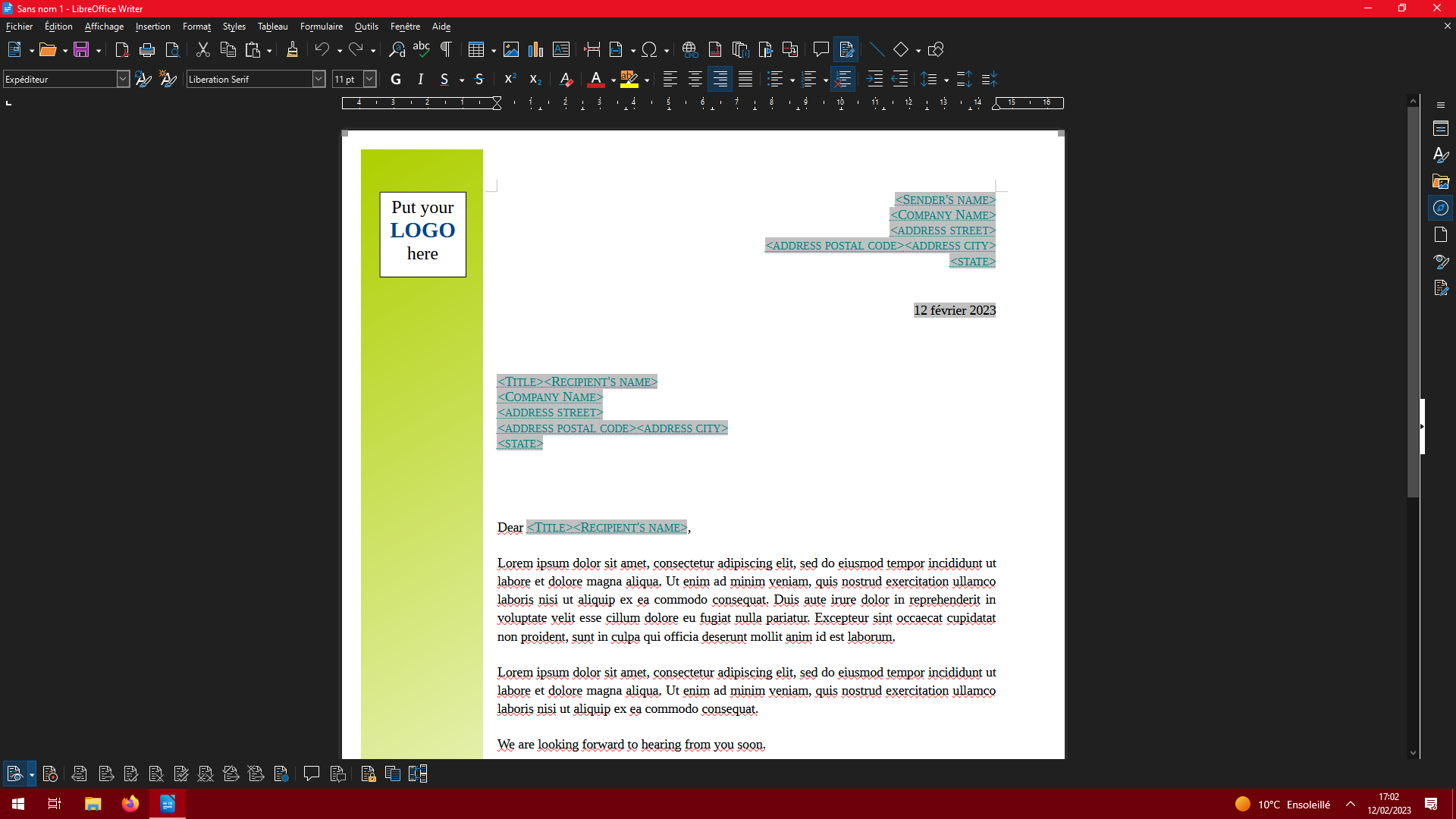
Captura de pantalla de LibreOffice Writer 7.5.0 en Windows 10.

Desde su separación de OpenOffice.org en septiembre de 2010, LibreOffice siempre se caracterizó por tener una interfaz de usuario basada en menús y barras de herramientas, heredada de su progenitora Openoffice.org, muy similar a la de Microsoft Office 2003. Sin embargo, ésta comenzó a cambiar a partir de la versión 6.0, con la que The Document Foundation muestra un nuevo enfoque orientado al desarrollo de una nueva interfaz, buscando con ello renovarla casi por completo.
Con la llegada de la versión 6.0, en febrero de 2018, se puso a disposición de los usuarios (solamente como novedad experimental) un nuevo concepto de interfaz de usuario denominado MUFFIN (acrónimo de My User Friendly & Flexible Interface: Mi Interfaz de Usuario Amigable y Flexible), basado en pestañas y condensado en la llamada Omnibarra, muy al estilo de la cinta de Microsoft Office, que engloba de forma alternativa a toda la interfaz de LibreOffice. Este cambio ha marcado un nuevo salto en la evolución de esta suite de oficina permitiendo apreciar, además, que dicho paso significa una nueva visión de cara al futuro inmediato como resultado de un esfuerzo conjunto de desarrollo y diseño.

## Canales de publicación de versiones
Desde marzo de 2014 y a partir de la versión 4.2.2, constantemente existen dos versiones disponibles de LibreOffice, puestas a disposición del público en simultáneo. Estas versiones sirven de guía para los usuarios finales, siendo diferenciadas de la siguiente manera:
- Previous, antes Still: es la versión en la que se han corregido errores que se van identificando en la versión "en pruebas". Por lo tanto, es la más adecuada y recomendada para los usuarios finales.

- Latest, antes Fresh: es la versión más reciente, la cual se encuentra también disponible y operativa, aunque no por ello sea recomendada ni confiable para usuarios finales. Contiene las últimas actualizaciones, con sus mejoras introducidas, pero a su vez también puede contener errores que se harán evidentes con el consiguiente uso de esta versión y que se corregirán dando lugar a una nueva versión estable.

### Histórico de versiones
| Histórico de versiones | Histórico de versiones | Histórico de versiones      | Histórico de versiones | Histórico de versiones |
| Rama                   | Versión                | Fecha de lanzamiento        | Notas | Captura de pantalla    |
| ---------------------- | ---------------------- | --------------------------- | --- | ---------------------- |
| 3.x                    | 3.3 beta               | 28 de septiembre de 2010    | Versión inicial basada en OpenOffice.org y ooo-build; 80.000 descargas. |                        |
| 3.x                    | 3.3                    | 25 de enero de 2011         | Principales funcionalidades de LibreOffice: - Importador de imágenes SVG - Filtros de importación nuevos o mejorados: Lotus Word Pro, Microsoft Works, WordPerfect. Office Open XML funciones gráficas de importación - Extensiones, incluida Presenter View en Impress - Iconos de documentos con códigos de colores - Cargar y Archivar documentos ODF en XML - Autocorrector reemplazo de palabras - Formato de exportación RTF bastante mejorado - Incrustación de fuentes PDF estándar |                        |
| 3.x                    | 3.4                    | 3 de junio de 2011          | Las nuevas características incluyen: - Mejora del uso de la memoria - Mejora en la rapidez de respuesta y compatibilidad de MS Excel con Calc, rediseño de la ventana de diálogo Mover / Copiar Hoja - Código de limpieza: comentarios alemanes traducidos al inglés, es retirado el Código muerto - Mejorada la biblioteca GTK+ y las fuentes representadas de Linux - Se reduce la dependencia de LibreOffice sobre Java - Se continúa con la transición a GNU Make para el desarrollo de LibreOffice |                        |
| 3.x                    | 3.5                    | 14 de febrero de 2012       | Las nuevas características incluyen: - Importador Visio .vsd, - Controlador PostgreSQL nativo. - Soporte de Java 7. - Soporte de encriptación AES de cifrado de archivos ODF - Paquete .msi Windows Installer, - Mejora de Office Open XML support. - Comprobador de actualizaciones; esta función no está totalmente automatizada. |                        |
| 3.x                    | 3.6                    | 8 de agosto de 2012         | Las nuevas características incluyen: - Ayuda con las escalas de colores y barras de datos en Calc - Añadido contador de palabras en la barra de estado - Exportación de PDF con opción de marca de agua - 10 nuevos modelos de páginas maestras en Impress - Posibilidad para importar Office SmartArt - Filtro para importar documentos CorelDRAW Esta fue la última versión que daba soporte al sistema operativo Windows 2000. |                        |
| 4.x                    | 4.0                    | 7 de febrero de 2013        | Las nuevas características incluyen: - Permite importar/exportar documentos en formato RTF, expresiones matemáticas, importa filtro de documentos en formato Microsoft Publisher - Compatible con todas las versiones de archivos Visio - Mejorado el tiempo de carga de XLSX - Varias mejoras de DOCX - Compatible con CMIS - Compatible con Firefox Personas - Importación de formatos PDF, y scripts de Presenter Console y Python - Permite cuadros de comentarios de textos en Writer |                        |
| 4.x                    | 4.1                    | 25 de julio de 2013 (final) | Las nuevas características incluyen: - Añadida la barra lateral - Mejora rotación de imágenes - Gradiente antecedentes - Se incorporan más tipos de letra - Importación de documentos HTML extensos, con tablas de más de 64k celdas - Importación/exportación de tablas a formato de archivo odc y exportación a varios formatos de archivos vectoriales - OOXML y correcciones de errores y mejoras RTF, - Implementación básica de metarchivos EMF+. - Importación de formatos de textos heredados de Mac (Write Now, MacWrite Pro, AppleWorks) . - Uso de Core Text en OSX y HarfBuzz en Linux para representar texto en pantalla. |                        |
| 4.x                    | 4.2                    | 30 de enero de 2014         | Las nuevas características incluyen: - Incremento en el rendimiento de Calc y OpenCL para cálculos a través de la tarjeta gráfica - Start Center con listas de ficheros - Nuevo conjunto de iconos monocromáticos, "Sifr" - Filtro de importación para Apple Keynote y ficheros AbiWord - IAccessible2 (IA2) en la versión para Windows - Motor de base de datos Embedded Firebird para Base (experimental) Esta es la última versión principal desde febrero de 2015 que funciona sin problemas en Windows con las CPU incompatibles con el conjunto de instrucciones SSE2, es decir: Pentium III o posteriores; muchas CPU AMD de 32 bits (la mayoría anteriores al Athlon 64) tales como el Athlon XP (excepto el Athlon XP-M "Dublin"), Sempron "Barton" y posteriores; Via C3, VIA Eden-N y posteriores; Transmeta Crusoe, y otros. La rama 4.2 llegó al final de su vida útil el 6 de enero de 2015; la última versión de la rama es 4.2.8, publicada alrededor del 12 de diciembre de 2014. Los usuarios empresariales pueden recurrir a cualquier proveedor de soporte a largo plazo con certificado L3 y tener soporte para cualquier versión. |                        |
| 4.x                    | 4.3                    | 30 de julio de 2014         | Las nuevas características incluyen: - Nuevo filtro de importación/exportación de formas y TextFrames para documentos DOCX basados en drawingML - Mejorada la importación de formato PDF - Mejoras en el manejo del formato Office Open XML de Microsoft Office - Los caracteres no imprimibles aparecen en otro color - Los párrafos en Writer pueden superar los 65.536 caracteres (hasta 2 GB) - Se actualiza el juego de iconos por defecto - La barra de botones aparece en su formato antiguo en Mac OS X - Se pueden poner comentarios en los márgenes - Los campos de datos en tablas dinámicas de Calc pueden establecerse en columnas - Las presentaciones pueden tener objetos OpenGL 3D |                        |
| 4.x                    | 4.4                    | 29 de enero de 2015         | Las nuevas características incluyen: - Activar por defecto en Writer, Calc y Draw la barra lateral - Posibilidad de conexión con el servicio de alojamiento OneDrive y SharePoint directamente desde LibreOffice - Posibilidad de importar archivos generados con Adobe PageMaker desde el módulo Draw - Se añade la posibilidad de poder firmar digitalmente en archivos con formato PDF desde Windows - Se mejora y reorganizan las barras de botones en Writer, Calc, Impress y Draw. - Nueva versión de selector de colores: - Muestra los colores del documento utilizados recientemente - Admite paletas de colores en el formato del programa de edición GIMP .gpl - Permite abrir directamente el selector de colores para así poder elegir otro color - Se añade la posibilidad de importar archivos desde MacDraw, MacDraw II y RagTime para Mac (v 2-3) en Draw y Writer - Firefox Personas mejorados - Se añaden nuevas fuentes: Caladea and Carlito |                        |
| 5.x                    | 5.0                    | 5 de agosto de 2015         | Las nuevas características incluyen: Writer: - Barra lateral con vista previa de estilos y formatos (como se ve en la figura); - Introducción de emojis en 22 idiomas, con códigos cortos para los símbolos y gran cantidad de reemplazos; p. ej., :teclado: se convierte en ⌨ - Las imágenes pueden ser recortadas; - Resaltado de texto y el sombreado compatible con MS Word; - Mejora de la importación de comentarios (anotaciones) para rangos de texto en archivos binarios (documentos formato ".doc"); - Ecuaciones en formatos RTF y DOC primeros importados como objetos editables de matemáticas; - Importación desde Apple Pages ’09 y versiones anteriores. Calc: - Se ha añadido la interfaz de usuario de formato condicional; - Mejoras en el formato científico de las celdas; - Importación de Lotus 1-2-3 (.wk3 y .wk4), Quattro Pro (.wq1 y .wq2), y Apple Numbers '09 o anteriores (hojas de cálculo básicas para Números ). Math: - Las ecuaciones se pueden mostrar utilizando 15 colores básicos (ver foto'). Draw: - Importación de MacDraft (v1) y archivos ClarisDraw. Core y filtros: - Cuando se envíen correos electrónicos, mantiene el contenido del documento invisible; - La exportación a PDF permite el protocolo de marcas temporales RFC 3161; - Importación MS Works: Añadido diálogo para solicitar codificar texto; - Compatibilidad con paletas de colores Adobe Swatch Exchange (.ase); - Cuadro de diálogo de configuración avanzada. |                        |
| 5.x                    | 5.1                    | 10 de febrero de 2016       | Las nuevas características incluyen: Writer: - Se añadió un menú Estilos a la barra de menús principal. Calc: - Se añadió un menú Hoja a la barra de menús principal. Impress: - Un menú de presentación ha sido añadido a la barra de menús principales. Math: - El módulo de Math tiene ahora un nuevo elemento "Importar MathML desde el portapapeles". Core y filtros: - Exporta PNG en Writer, Calc y Impress; - Importa los siguientes formatos: Gnumeric, Microsoft Write, Apple Keynote 6 |                        |
| 5.x                    | 5.2                    | 3 de agosto de 2016         | Las nuevas características incluyen: Writer: - Nuevas herramientas de dibujo. - Nuevo botón para mostrar/ocultar la barra de cambios. - Modo de una barra de herramientas simple. Calc: - Nuevas herramientas de dibujo. - Presionar Shift+Enter en varias líneas inserte línea nueva. - Modo de una barra de herramientas simple. - Opción para borrar bordes de las celdas adyacentes en la pestaña Bordes del diálogo de Formato de celdas. - Congelar filas y columnas ahora es un botón dividido y se le ha añadido las opciones de congelar la primera línea y congelar la primera columna. - Información más amplia sobre funciones. Impress: - Acceso rápido a propiedades de diapositiva y página en la pestaña de la barra lateral "Propiedades". - Exportar a PDF sólo páginas de notas. Filtros: - Mejorada importación de los gráficos incrustados de archivos .docx y .rtf a LibreOffice Writer. - Importación de MS Word para archivos DOS. Interfaz gráfica de usuario: - Imprimir a archivo disponible dentro de la lista de impresoras en el cuadro de diálogo Imprimir. - Los clips de vídeo, los gráficos y los objetos OLE cambiarán de tamaño proporcionalmente de forma predeterminada. - Comportamiento de cambio de tamaño mejorado para imágenes, videos y objetos OLE. - Simplificación del espaciado entre caracteres. - Guardar como plantilla ahora está disponible en el botón desplegable de la barra de herramientas Guardar. - Se agregó el botón Buscar anterior. - Vista de iconos y botones agregados para cambiar entre modos en el cuadro de diálogo Archivos remotos, además de compatibilidad con la autenticación de dos factores (2FA) de Google Drive. - Nueva interfaz de usuario para el Administrador de plantillas. |                        |
| 5.x                    | 5.3                    | 1 de febrero de 2017        | El soporte de la fuente de PostScript Type 1 se ha eliminado. Las nuevas características incluyen: Writer: - Nuevo diálogo para salto rápido a otra página. - Implementación de estilos de tabla. - Nuevas herramientas de dibujo para flechas. - Una barra de herramientas para minúsculas. Calc: - Nuevas herramientas de dibujo para flechas. - Guardado mejorado del campo WEEKNUM a PDF. - Nuevas opciones para formatos de fracciones. - Mediana se ha añadido a las funciones disponibles en tablas pivote. - Nueva opción para fusionar celdas no vacías. Impress: - Las imágenes insertadas vía álbum de fotos pueden ser vinculadas al documento. - Panel de contenido de propiedades de diapositiva en la barra lateral para el modo de diapositiva maestra. - Abrir el selector de plantillas al inicio. Draw: - Nuevas terminaciones de flecha, incluidas las de pie de cuervo. Base: - Firebird actualizado a la versión 3.0.0. Capas de texto: - Nuevo motor de diseño de texto multiplataforma que usa HarfBuzz para un diseño de texto consistente en todas las plataformas, también diseño de texto mejorado en macOS y Windows. - Cálculo mejorado y consistente del espacio entre líneas en todas las plataformas. - Dirección habilitada de bloque vertical "de izquierda a derecha" para el mongol tradicional y el manchú. Filtros: - Múltiples mejoras en filtros Open XML, PDF y DOC. - Archivos de StarOffice StarWriter, StarCalc, StarDraw y StarImpress pueden ser importados otra vez. Interfaz gráfica de usuario: - Se renovó el cuadro de diálogo del Administrador de extensiones. - Rediseño de las pestañas Colores, Gradientes, Eclosión y Mapa de bits y la adición de una pestaña Patrón. - Añadido botón de Cubierta de página en la barra lateral en Writer. - Se agregó la funcionalidad Importar mapa de bits al Panel de contenido del área que se encuentra en Propiedades. - Se agregó la función de casilla de verificación Vista previa de estilos a la plataforma de la barra lateral Estilos y formato. - Introducción del nuevo Panel de reproducción de medios que se encuentra en la plataforma de propiedades cuando se selecciona Medios. - Añadido Panel de formas predeterminadas en la nueva plataforma de formas para Draw. Online: - Publicado primera versión del código de LibreOffice Online. Funciones experimentales: - Añadidos cuatro modos de barras de herramientas para que los usuarios cambien la vista a sus necesidades. |                        |
| 5.x                    | 5.4                    | 28 de julio de 2017         | Las nuevas características incluyen: Writer: - Importación de AutoText desde plantillas .dotm de Microsoft Word. - Preservar la estructura completa de las listas numeradas y con viñetas al exportarlas o pegarlas como texto sin formato. - Creación de marcas de agua personalizadas a través del menú Formato. - Se han agregado nuevos elementos de menú contextual para trabajar con secciones, notas al pie, notas al final y estilos. Calc: - Agregar soporte para gráficos dinámicos, que usan datos de tablas dinámicas. Cuando se actualiza la tabla, el gráfico también se actualiza automáticamente. - Comandos de menú para mostrar, ocultar y eliminar todos los comentarios. - La prioridad de las reglas de formato condicional se puede cambiar con los nuevos botones arriba/abajo. - Se han agregado opciones adicionales de protección de hojas para permitir opcionalmente la inserción o eliminación de filas y columnas. - La configuración de exportación CSV ahora se recuerda. Impress y Draw: - Permitir especificar ángulos fraccionarios al duplicar un objeto. Núcleo: - Se ha incluido una nueva paleta de colores estándar, basada en el modelo de color RYB. - Ahora se admite claves OpenPGP para firmar documentos ODF en Linux. - Se agregó soporte para claves ECDSA en Linux y macOS. - Estado de la firma que se muestra con barras de información de colores. Filtros: - Se mejoró la compatibilidad de formatos de archivo con un mejor soporte para imágenes vectoriales EMF. - Uso de PDFium para renderizar archivos PDF importado. Online: - Diseño receptivo y modo de solo lectura para el iframe del documento agregado. - Mejoras de rendimiento y renderizado. Esta fue la última versión en soportar Windows XP y Vista. |                        |
| 6.x                    | 6.0                    | 31 de enero de 2018         | Las nuevas características incluyen: Writer: - Menú de formulario agregada en la barra de menú. - Comportamiento mejorado en los campos de entrada. - Rotación de imágenes a cualquier ángulo. - Los archivos ODT y XLSX pueden ser usados como fuente de datos de combinación de correspondencia. - Nuevo estilo de tabla predeterminado. - Revisión ortográfica Gramática por. Calc: - Exportar selección de rango de celdas o un grupo seleccionado de formas (imágenes) a PNG o JPG. - El formato de texto/texto sin formato da como resultado contenido sin comillas/sin escape como se esperaba para pegados externos. - Se agregó el comando "Pegar texto sin formato". - Nuevo comando para seleccionar celdas desprotegidas en hoja protegida o desprotegida - Símbolo de candado para marcar hoja protegida. - Se agregaron tres nuevas funciones compatibles con ODFF1.2. - Palabras clave de sintaxis en inglés para formato de número. Entrada "Estilos" en el menú principal. Impress: - Interfaz de usuario mejorada para manejar atributos de capa. - 10 nuevas plantillas. - 16:9 proporción predeterminada. Núcleo y filtros: - Adición de fuentes Noto y algunas fuentes árabes y hebreas adicionales. - Compatibilidad multiplataforma para la firma y el cifrado de documentos OpenPGP. - Clasificación basada en TSCP para formatos ODF y OOXML. - Opción para guardar imágenes modificadas en su lugar. - Visualización de bordes para tablas. - Nuevos filtros para importar desde QuarkXPress 3–4 y exportar a EPUB. - Varias mejoras en OOXML, EMF+, ODF, XHTML, Adobe Freehand, Pagemaker, editor, Visio, FictionBook, Abiword, Apple Keynote, Pages, Numbers y en Quattro Pro. Interfaz gráfica de usuario: - El botón Insertar caracteres especiales se convierte en una lista desplegable, el cuadro de diálogo Caracteres especiales también se modificó. - Tema de icono Elemental agregado. - Cuadro de diálogo Personalizar modificado. - Se agregaron interfaces compactas de barras agrupadas completas y con pestañas. |                        |
| 6.x                    | 6.1                    | 8 de agosto de 2018         | Las nuevas características incluyen: Writer: - Múltiples mejoras para los caracteres de Ruby. - Ahora admite generar una línea de firma a través del menú Insertar. - Agregue configuraciones localizadas para los alcances de las pestañas y el orden de los subtítulos. - Múltiples mejoras a la exportación EPUB. Calc: - Clasificación de imágenes ancladas a celdas. Draw: - Se agregó Página a la barra de menú (sustituye a Modificar). Base: - El motor de base de datos HSQLDB todavía se usa de manera predeterminada, pero el motor Firebird se usa de manera predeterminada cuando el modo experimental está activado. Núcleo / General: - Nuevo orden predeterminado para las fuentes de chino tradicional y simplificado - Fondos de Areafill reelaborados. - Nueva paleta estándar RYB, basada en la teoría del anillo de color RYB de Itten que proporciona colores primarios rojo, amarillo y azul. - Nuevo conjunto de degradados predeterminados. - Nuevos iconos de aplicaciones. - Se agregaron temas de íconos de Colibre (al estilo de Windows 10) y Karasa Jaga (al de Mac OS). |                        |
| 6.x                    | 6.2                    | 7 de febrero de 2019        | Las nuevas características incluyen: Writer: - Copie y pegue los datos de la hoja de cálculo directamente en una tabla existente. - El archivo de texto UTF-8 y UTF-16 se puede guardar sin marca de orden de bytes (BOM). Calc: - Ahora se admiten líneas de firma en la hoja de cálculo. - La validación de datos admite fórmulas personalizadas. - Realice un análisis de regresión multivariable a través de la herramienta de regresión. - Agregada la función REGEX para hacer coincidir o reemplazar el texto con una expresión regular. Impress y Draw: - Múltiples mejoras en los efectos de animación. - Agregados un par de estilos de dibujo relacionados con el texto. - Agregado submenú de tabla al menú Formato en Draw. Base: - El motor de base de datos integrado de Firebird está disponible al público. - Firebird Migration Assistant crea una copia de seguridad del contenido para la migración. - El conector MySQL C ++ se reemplaza con el conector MariaDB C. BASIC: - Añadido soporte para Firebird. Núcleo / General: - Firma de líneas con una imagen de firma manuscrita. - Agregar fuente Source Serif Pro. Filtros: - Añadido soporte para la exportación de gradientes, mapas de bits y patrones de tabla en OOXML. - Implementado un cifrado más ágil de OOXML. Interfaz gráfica de usuario: - Notebookbar está disponible al público. - Tres estilos nuevos de iconos basados en SVG. - Se agregaron etiquetas mínimas y máximas para algunas condiciones en el cuadro de diálogo de formato condicional. - Agregue un cuadro de diálogo para cambiar la función de fuente. |                        |
| 6.x                    | 6.3                    | 8 de agosto de 2019         | Las nuevas características incluyen: Writer: - La función de lista de excepciones de Autocorrección se ha ampliado para evitar el uso automático de mayúsculas en palabras como mRNA, iPhone, fMRI etc. - Agregada opción "Enviar esquema al portapapeles" al Navegador - Menú contextual. - Nueva dirección de escritura de abajo hacia arriba y de izquierda a derecha en celdas de tabla y marcos de texto. - Admite la importación de gráficos de formas de grupo drawingML del formato .docx. - Nueva interfaz para controles de formulario de Word. Calc: - Nueva API de UNO para permitir que los gráficos anclados en celdas cambien de tamaño con la celda. - Nuevo símbolo de moneda rublo ruso (₽) a formatos de moneda. - Nuevo widget desplegable en la barra de fórmulas en lugar de la antigua herramienta Suma. - Nueva casilla de verificación para recortar el rango de entrada al contenido de datos real. - Nuevas casillas de verificación: Agregar con reemplazo y Mantener orden para Muestreo. - Nueva función FOURIER() para calcular la transformada discreta de Fourier [DFT] de una matriz de entrada. Impress y Draw: - Varias mejoras para importar SmartArt desde archivos .pptx. Base: - El asistente de migración de Firebird está habilitado de forma predeterminada. Chart: - Agregar selección de paleta a los colores predeterminados de los gráficos de opciones. Math: - Introducir atributos arpón y arpón ancho para una representación alternativa de vectores. Núcleo / General: - El módulo TWAIN de LibreOffice puede funcionar tanto en 32 bits como en 64 bits en Windows. - Nuevo comando UNO para insertar un espacio estrecho sin interrupciones a través del atajo de teclado. - El cuadro de diálogo Sugerencia del día muestra información útil una vez al día en el inicio. - Barra de información Novedades que apunta a las notas de la versión después de la actualización. - La selección de sentencias (triple clic) está disponible para la personalización del teclado. - Soporte para redacción de documentos. - Compatibilidad con la tipografía avanzada de Apple (AAT) fuera de macOS. Filtros: - Varias mejoras en los filtros EMF+, PDF y OOXML. Interfaz gráfica de usuario: - La interfaz de usuario compacta con pestañas está disponible al público. - La IU única contextual está disponible al público. Esta versión eliminó el soporte para Firefox Personas. |                        |
| 6.x                    | 6.4                    | 29 de enero de 2020         | Las nuevas características incluyen: Writer: - Opción para marcar comentarios como resueltos. - La dirección del texto de abajo hacia arriba y de izquierda a derecha está disponible en los marcos de texto. - Posibilidad de insertar comentarios sobre imágenes y gráficos de Writer. - Nuevas opciones de menú Pegado especial para pegar datos de tablas en tablas. Calc: - Los encabezados de columnas/filas ahora se dibujan planos. - La longitud de la contraseña ya no está limitada a 15 símbolos para archivos .xlsx. - Configuración de exportación de hoja completa de las opciones de exportación de PDF. Impress y Draw: - Se agregó Eliminar hipervínculo al menú contextual. - Se agregó Consolidar texto para combinar múltiples cuadros de texto seleccionados en uno. - La interacción ahora solo se ejecuta en el modo de presentación. - Los mapas de imágenes ahora respetan la configuración al requerir Ctrl+Clic para seguir el hipervínculo. - El hipervínculo en mapas de imagen ahora funciona en modo de presentación Base: - La API de Access2Base para usuarios de Base se puede invocar desde Python. Basic: - Implementados Guardar como Word 2000 y Guardar como para Word.VBA document. Núcleo / General: - Las rutas internas ahora se muestran en la interfaz de usuario. - Se agregó una casilla de verificación para habilitar/deshabilitar el envío de informes de fallos a The Document Foundation. - Se unificaron los menús contextuales de los hipervínculos. - Generador de código QR agregado. Interfaz gráfica de usuario: - Las miniaturas de documentos en el centro de inicio tienen un ícono superpuesto para indicar el módulo de la suite. - Panel de tabla agregado a la barra lateral de Writer. |                        |
| 7.x                    | 7.0                    | 5 de agosto de 2020         | Las nuevas características incluyen: Writer: - Implementada una numeración rellenada en las listas de Writer. - Soporte implementado para texto semitransparente. - Característica experimental agregada para accesibilidad universal. Calc: - La función TEXT() ahora permite que el segundo argumento sea una cadena de formato vacía para la interoperabilidad con otras implementaciones. - Velocidad de apertura mejorada de archivos .xlsx con muchas imágenes. Impress y Draw: - Los subíndices ahora vuelven al valor predeterminado del 8%. Posicionamiento automático fijo para superíndices y subíndices en cuadros de texto. - Soporte implementado para texto semitransparente. - La operación de escritura en la lista con animaciones ahora es más rápido. - Entrar al modo de edición de tablas se volvió más rápido. Base: - Las firmas de macro ahora se evalúan en la carga del documento. Math: - Añadido color personalizado RGB. - Añadido símbolo de Laplace. Núcleo / General: - La biblioteca de gráficos subyacente de Cairo fue reemplazada por la biblioteca gráfica Skia / Vulkan. - Se implementó el efecto de brillo en los objetos. - Las categorías de Navegador son grises si no tienen ningún elemento. - Todos los objetos en el Navegador (Títulos, Tablas, Marcos, Imágenes, etc.) tienen elementos de menú contextual propios como Ir a, Editar, Eliminar, Renombrar. - Los encabezados en Navigator tienen elementos de menú contextual de capítulo de nivel de ascenso/degradación y de ascenso/degradación. - El menú contextual de la tabla del Navegador ahora tiene Insertar elemento de título. - Se agregó seguimiento de esquema para encabezados en el Navegador. Puede estar en tres estados: Predeterminado, Foco, Desactivado. Intente hacer clic con el mouse en varios lugares en su documento de texto grande con muchos encabezados. - Se reemplazó la caja de herramientas de navegación con el control de navegación por elementos. - Se agregó el recuento de palabras y caracteres de información sobre herramientas de la sección Navegador. Filtros: - Se agregó soporte para exportar a ODF de versión 1.3. - Múltiples mejoras para los filtros Open XML Interfaz gráfica de usuario: - Todas las barras de herramientas están bloqueadas de forma predeterminada ahora en perfiles de usuario nuevos - Se agregó un nuevo tema de iconos Sukapura. Ese tema de icono será un tema predeterminado para las nuevas instalaciones de LibreOffice en macOS. - Sifr ha sido pulido y recibe muchas actualizaciones. - El tema del ícono de Tango sin mantenimiento se eliminó del núcleo, pero estará disponible como extensión. - Nuevos íconos y banner en el instalador de Windows. - Cambiar el nombre de una página en Draw o diapositiva en Impress con un nombre vacío o ya usado muestra un cuadro de diálogo de información sobre herramientas. |                        |
| 7.x                    | 7.1                    | 3 de febrero de 2021        | Las nuevas características incluyen: Writer: - Nuevo inspector de estilo para mostrar los atributos de los estilos de párrafo y carácter, y las propiedades formateadas manualmente (formato directo). - El anclaje predeterminado para las imágenes recién agregadas se puede configurar. - Capacidad para detectar Unicode, incluso si el archivo de texto importado no tiene la marca de orden de bytes. - Mejora significativa de la velocidad de las operaciones de buscar/reemplazar. Calc: - Se agregó una opción para administrar el pegado con la tecla Enter. - Opción agregada para seleccionar elementos en la ventana de Autofiltro al hacer clic en la fila de todos los elementos, además de la casilla de verificación. - Mejora significativa de la velocidad de Autofiltro y operaciones de buscar/reemplazar. Impress y Draw: - Posibilidad de agregar firmas visibles a archivos PDF existentes en Draw. - Posibilidad de cambiar animaciones para varios objetos a la vez en Impress. - Adición de los botones "Pausa/Reanudar" y "Salir" a la pantalla del presentador. - Adición de sombras borrosas suaves y realistas a los objetos. - Adición de nuevas capacidades de animación basadas en la física y nuevos ajustes preestablecidos de efectos de animación que los usan. General: - Nuevo cuadro de diálogo para seleccionar el tipo de interfaz de usuario, con el objetivo de elegir la interfaz de usuario correcta en función de las preferencias de cada usuario en el primer inicio. - Búsqueda mejorada de un tamaño de papel de impresora coincidente para el documento impreso. - Mostrar todos los archivos admitidos al agregar una nueva extensión en Extension Manager. - La vista previa de impresión ahora se actualiza de forma asíncrona, para no bloquear la interfaz de usuario al ajustar la configuración en el cuadro de diálogo Imprimir. - Diálogo de adicciones (complementos): para buscar, obtener e instalar extensiones con un solo clic. Macros: - Bibliotecas ScriptForge: una colección robusta y extensible de recursos de secuencias de comandos macro para que LibreOffice se invoque desde las secuencias de comandos Basic o Python del usuario. Esta es la primera versión con soporte experimental agregado para la plataforma Windows ARM64. |                        |
| 7.x                    | 7.2                    | 19 de agosto de 2021        | Las nuevas características incluyen: Writer: - Los rellenos de fondo pueden cubrir páginas enteras, más allá de los márgenes. - Los estilos de página ahora pueden tener un margen medianil. - La combinación de correspondencia muestra una advertencia sobre fuentes de datos inexistentes. - Metadatos RDF en Style Inspector. - Sombreados de campo de metadatos de color personalizados. Calc: - Calc ahora puede filtrar por color en AutoFilter. - Las tablas HTML enumeradas en el cuadro de diálogo Datos externos ahora muestran subtítulos. - Cursor Fat cross ahora está disponible en las opciones. - El tipo se puede seleccionar en las líneas de tendencia Promedio móvil. Impress y Draw: - Nuevas plantillas para Impress: Candy, Freshes, Grey Elegant, Growing Liberty y Yellow Idea. - Múltiples columnas ahora disponibles en cuadros de texto. - Acceso directo al factor de escala a través de la barra de estado. Math: - Posibilidad de escalar el cuadro de entrada de código. General: - Lista emergente para buscar comandos de menú - Selector de estilo desplazable en NotebookBar. - Panel Fontwork en la barra lateral. - Nueva vista de lista para el cuadro de diálogo de plantillas. - Inspector de objetos UNO tipo "rayos X" incorporado. Esta es la primera versión que brinda soporte experimental para Mac ARM basados en Apple Silicon. |                        |
| 7.x                    | 7.3                    | 3 de febrero de 2022        | Las nuevas funciones incluyen: Writer: - Soporte de visualización y administración de cambios para la eliminación e inserción de tablas y filas de tablas. Calc: - El cuadro de diálogo Enlace a datos externos enumera las tablas HTML en el orden en que aparecen en la fuente. - El salto de línea de espacio en blanco y la tabulación de caracteres en las expresiones de fórmula de celda ahora se conservan y se mantienen a los procesos de abrir y guardar entre los formatos de archivo Office Open XML y ODF. - Nueva opción "Evaluar fórmulas" en el cuadro de diálogo Importar CSV y Pegado especial y Texto en columna. - Se implementó un autocompletado similar a Bash para la entrada automática de Calc. - Se usa el color de resaltado del sistema para el cursor de la celda. - Compatibilidad con el filtro de color en el cuadro de diálogo Filtro estándar. - Las consultas y los filtros que utilizan algunas operaciones basadas en texto, como "contiene", ahora funcionan correctamente incluso con datos numéricos. - La búsqueda rápida permitió buscar valores en lugar de fórmulas. Impress y Draw: - Nuevos tamaños de pantalla compatibles con PowerPoint. Núcleo / General: - Nuevas opciones para generar códigos de barras unidimensionales. - Nuevo WebDAV/HTTP UCP basado en libcurl. - Opciones de ancho de línea unificado. |                        |
| 7.x                    | 7.4                    | 18 de agosto de 2022        | Las nuevas funciones incluyen: Writer: - Admite la eliminación de pausas de Word para mejorar la fidelidad del diseño. - Permitir ver los cambios rastreados para documentos de solo lectura.* La eliminación e inserción de notas al pie con seguimiento son visibles en el área de notas al pie. - Admite texto enriquecido, controles de contenido de casillas de verificación, menús desplegables, controles de contenido de imágenes y fechas desde Word de forma nativa. - Las listas editadas muestran números originales en el seguimiento de cambios. - Nuevas configuraciones tipográficas para la separación de palabras. - Admite API remotas de LanguageTool para revisión gramatical. Calc: - Soporta minigráficos - Permitir editar hasta 16,384 columnas. - La altura de la barra de fórmulas se puede almacenar en el documento. - Funciones adicionales en el widget desplegable Autosuma. - Nuevo elemento de menú para buscar nombres de hojas. Impress y Draw: - Nuevo soporte para temas de documentos. - Admite el uso de fondo de diapositiva como relleno de forma para la interoperabilidad PPTX. Núcleo / General: - Se agregó soporte para imágenes WebP y EMZ/WMZ. - La configuración ahora recuerda si los documentos recientes se abrieron como de solo lectura o editables. - Páginas de ayuda para la biblioteca de secuencias de comandos ScriptForge. Filtros: - Admite importar cuadros de texto en formas de grupo para filtros DOCX. - Se agregaron "puntos de pegamento" a algunas formas básicas para filtros PPTX. - El tipo de campo de los formularios numérico, moneda, fecha y hora se exporta a PDF. - Varias adiciones para la importación de EMF/WMF. - Agregue soporte para el formato TIFF OfficeArtBlip. GUI: - El Navegador puede desplazarse hasta el elemento seleccionado. - Campo de búsqueda para el Administrador de extensiones. - Compatibilidad experimental con el modo oscuro para Windows 10 y Windows 11. - Variante oscura para el tema del icono Colibre. |                        |
| 7.x                    | 7.5                    | 2 de febrero de 2023        | Las nuevas funciones incluyen: Writer: - Los objetos se pueden marcar como decorativos, para una mejor accesibilidad. - Se agregaron nuevos tipos a los controles de contenido, que también mejoran la calidad de los formularios PDF. - Se ha agregado una nueva opción de verificación automática de accesibilidad al menú Herramientas. - La traducción automática inicial está disponible, basada en las API de traducción de DeepL. Calc: - Agregue soporte para codificaciones Kamenický y Mazovia. - Las tablas de datos son compatibles con los gráficos. - El Asistente de funciones ahora le permite buscar por descripciones. - Se han agregado formatos de números "deletrear". - Las condiciones de formato condicional ahora no distinguen entre mayúsculas y minúsculas. - Comportamiento correcto al ingresar números con una comilla de prefijo simple ('). - El Pegado especial de celdas ahora recuerda la última configuración utilizada entre sesiones. Impress y Draw: - Nuevo conjunto de estilos de tabla predeterminados y creación de estilos de tabla. - Los estilos de tabla se pueden personalizar, guardar como elementos maestros y exportar. - Los objetos se pueden arrastrar y soltar en el navegador. - Ahora es posible recortar vídeos insertados en una diapositiva y seguir reproduciéndolos. - La consola del presentador también puede ejecutarse como una ventana normal en lugar de pantalla completa. Núcleo / General: - Se agregó soporte para gestos de rotación y zoom cuando se usan paneles táctiles. - Permitir buscar marcas combinadas de los llamados guiones complejos. - Nueva aplicación e iconos tipo MIME, más coloridos y vibrantes. - El Centro de inicio puede filtrar documentos por tipo. - PDF Export agregó nuevas opciones y características. - Soporte para incrustación de fuentes en macOS. - Admite fuentes variables para imprimir y exportar a PDF. - Adición de un control deslizante de zoom en la parte inferior derecha del editor de macros. |                        |
| 7.x                    | 7.6                    | 21 de agosto de 2023        | Las nuevas funciones incluyen: Writer: - Asistente para nuevo número de página en el menú Insertar, para insertar fácilmente en un solo paso el número de página en el encabezado/pie de página. - El menú desplegable Estilo de párrafo en la barra de herramientas Formato muestra una lista de estilos utilizados en el documento, en lugar de la lista completa de los estilos disponibles. - Las tablas de figuras se pueden generar de manera más flexible según los estilos de párrafo. - Las entradas de bibliografía se pueden editar directamente desde una tabla de bibliografía y las marcas de bibliografía se vinculan de forma predeterminada a la fila correspondiente en una tabla de bibliografía. - Resaltado de estilos de párrafos y caracteres usados y formato directo en el texto. - Comprobación de frases: ahora se aceptan elementos de diccionario de varias palabras de Hunspell y diccionarios personalizados. Calc: - Formato numérico: ? ahora se admite al exportar a ODF para representar un dígito entero, reemplazado por espacios en blanco si es un cero no significativo, y ahora se aceptan decimales para formatos en segundos sin truncamiento como [SS].00. - Las hojas de cálculo copiadas a otro documento conservan un rango de impresión definido por el usuario. - La configuración de Solver se guarda con los documentos y los estilos de página se exportan incluso si no están en uso. - Soporte para estilos de dibujo para formas y comentarios, incluido un estilo dedicado para comentarios que permite personalizar la apariencia predeterminada y el formato de texto de nuevos comentarios. - Nuevo diseño compacto para tablas dinámicas. - Soporte de autofiltro para ordenar por color. Filtrar/ordenar por color considera los colores establecidos por formato numérico. - El cuadro de diálogo Importar texto (como archivo CSV o como texto sin formato) tiene una nueva opción para no detectar números en notación científica (solo si "Detectar números especiales" está desactivado). Impress y Draw: - Nuevo panel de navegación para cambiar de diapositivas mientras se ve una presentación (la opción se habilita marcando una casilla de verificación en Configuración de presentación de diapositivas). - Los objetos ahora se pueden enumerar en orden de adelante hacia atrás en el Navegador, con el objeto superior en la parte superior de la lista. - Compatibilidad con anotaciones de texto libre para la importación de PDFium, además de compatibilidad con anotaciones manuscritas, texto libre y polígonos/polilíneas en la exportación de PDFium. - Se modificó el algoritmo de escala de texto de ajuste automático para que funcione de manera similar a MS Office. La escala del texto ahora separa la escala del espacio (párrafo y línea) y la escala de las fuentes, donde la escala del espacio puede ser del 100%, 90% y 80%, y la escala de la fuente se redondea al tamaño en puntos más cercano. El espaciado horizontal (viñetas, sangrías) ya no se escala. Base: - Se agregaron las funciones de Firebird DATEDIFF y DATEADD al conjunto de funciones que se pueden usar en el diseñador de consultas. - Se agregaron las funciones MariaDB/MySQL TIMESTAMPDIFF y TIMESTAMPADD al conjunto de funciones que se pueden usar en el diseñador de consultas. Núcleo / General: - Se agregó soporte para gestos de zoom al usar paneles táctiles en la vista principal. - Exportar a PDF actualiza la última vez que se imprimió en las propiedades del documento. - Soporte agregado para temas de documentos. - Se agregó soporte para degradados multicolores. - Cada vista de un documento ahora puede tener su administrador de acelerador específico de idioma. - Al ingresar a un grupo nuevamente se atenúan los objetos que no están incluidos en él. - Se agregó soporte para comprimir puntuaciones CJK de ancho completo. - Destinos de enlace categorizados al vincular a una presentación. Filtros: - Se agregó soporte para archivos OOXML creados en formato ZIP64. - Se agregó soporte para archivos SVG con elementos con el prefijo fe. |                        |

## Uso
LibreOffice puede utilizarse sin dificultades con los manuales, las extensiones, las plantillas de documentos, las macros, los foros de ayuda y de discusión de OpenOffice. Como cualquier programa informático, y sobre todo del tamaño de este proyecto, siempre existen tareas pendientes y muchas de ellas, son de fácil realización. Algunas son triviales y otras requieren de mayores conocimientos. Hay también otras que no requieren saber de programación, como introducir mejoras en la documentación o en las ayudas al usuario, desarrollar plantillas de documentos, realizar traducciones, mejorar gráficos, descubrir fallas y hacer sugerencias, entre otras.

## Licencia
El proyecto LibreOffice emplea una licencia dual LGPL (Licencia Pública General Reducida) v3 (o posterior) /MPL (Licencia Pública de Mozilla) para nuevas contribuciones a fin de facilitar su actualización. Como LibreOffice está licenciado bajo los términos del licenciamiento LGPLv3, las nuevas contribuciones tienen doble licencia, LGPL v3 + y MPL. Esto significa que el usuario tiene la libertad de utilizarlo para uso personal y comercial, es libre de copiarlo y entregar copias, y además es libre de modificar y rediseñar el código fuente, y crear obras derivadas.

## Extensiones y secuencias de comandos

### Extensiones
LibreOffice admite extensiones de terceros. En abril del año 2015, el repositorio de extensión de LibreOffice contaba con más de 280 extensiones de aplicaciones. La Apache Software Foundation controla y mantiene un listado similar y la Free Software Foundation también se ocupa de mantener otro. Las secuencias de comandos y extensiones para LibreOffice pueden ser escritas en los siguientes lenguajes: C++, Java, JavaScript, BeanShell, Python y Basic. Los intérpretes de los dos últimos nombrados están incluidos en la mayoría de los paquetes de LibreOffice, por lo que no es necesario una instalación adicional. La interfaz de programación de aplicaciones se conoce como "UNO" y posee amplia documentación.

### LibreOffice Basic
LibreOffice Basic es un lenguaje de programación similar a Microsoft Visual Basic for Applications (VBA) pero basado en OpenOffice.org Basic. Accesible desde Writer, Calc y Base. Es utilizado para escribir pequeños programas conocidos como "macros", que sirven por ejemplo para contar palabras en diversos párrafos de un texto .

## Descargas y migraciones

### Descargas
En octubre del año 2011, se produjeron aproximadamente unas diez millones de descargas en línea o vía CD-ROM de la aplicación LibreOffice, según estimaciones de The Document Foundation. Más del 90% destinadas a instalarse sobre Windows y otro 5% más en Mac OS X. La suite Libreoffice es la utilizada por defecto en sistemas Linux. Según estudios de mercados realizados por la International Data Corporation (IDC) para nuevas instalaciones o actualizaciones de Linux en el año 2011, The Document Foundation calcula que existe un total de 15 millones de usuarios de Linux, que sumado al resto hace un total de 25 millones de usuarios en el año 2011. Dos años después el número subió aproximadamente a 75 millones.[cita requerida]

### Migraciones
Migración desde otras suites ofimáticas a LibreOffice:
2003-2010
- Años 2003 y 2004, la corporación, Serviço Federal de Processamento de Dados, de Brasil, comenzó la migración a BrOffice (versión local de LibreOffice en ese momento).[121]

- Año 2005, la Gendarmería Francesa anuncia la migración a la suite OpenOffice.org.[122] Migrándose en la actualidad una versión de LibreOffice para Ubuntu.[123]

- Año 2010, en Limerick, en Irlanda, comenzó gradualmente su migración a código abierto con la intención de no depender de proveedores y abaratar sus gastos, haciendo uso para ello de la suite LibreOffice.[124]

2011
- La región administrativa de Isla de Francia (en la que se encuentra incluida la ciudad de París) distribuye entre los estudiantes un pendrive conteniendo la suite LibreOffice, el número de pendrives entregado llegó a los 800.000.[125]

- En trece hospitales de la ciudad de Copenhague también se distribuyó gradualmente la suite, llegando a disposición de aproximadamente sus 25.000 trabajadores.[126]

2012
- El municipio de Pylea-Jortiatis, en Grecia, migró a sus equipos la suite. Supuso un ahorro estimado de aproximadamente 70 000 euros.[127]

- En junio, en la ciudad de Las Palmas de Gran Canaria, en España, migraron a la suite 1200 de sus equipos, suponiendo un ahorro de 400 000 euros.[128]

- La administración de la Región de Umbría, en Italia, puso en marcha la migración de su equipo de 5000 trabajadores hacia la suite.[129]

- La ciudad de Largo, en Florida (Estados Unidos), trabajaban desde hacía tiempo utilizando Linux con código abierto,[130] teniendo instalada la suite OpenOffice.org, migrando a la suite LibreOffice en el año 2013.[131]

2013
- En junio, en la región italiana Tirol del Sur, migraron sus equipos a la suite, llegando a ser 70 000 en dicha administración y varios miles más en los servicios de salud.[132]

- En agosto, la Comunidad Valenciana, en España, completó la migración de sus equipos, llegando a alcanzar 120 000 equipos, incluyendo escuelas y tribunales.[133]

- En Múnich (Alemania), se anunció la futura migración hacia la suite. Actualmente[¿cuándo?] está realizando dicha migración. Allí son mayoría los usuarios de LiMux, un derivado de Ubuntu, siendo aproximadamente 15.000 los equipos existentes en la ciudad.[134][135] La ciudad de Múnich es la segunda administración pública que se unió al consejo asesor de la Document Foundation.[136]

2014
- En Toulouse (Francia) la migración a la suite en miles de equipos, supuso un ahorro sustancial de un millón de euros.[137][138]

2015
- En el Ministerio de Defensa de Italia hizo pública la migración a la suite de 150 000 de sus equipos informáticos.[139]

- En Bari, en Italia, se migraron 1700 equipos a la suite.[140]

- El gobierno del Reino Unido realiza su migración, afectando a todos sus organismos.[141]

- El gobierno del condado de Yilan, en Taiwán, hace público su anuncio de migrar a la suite.[142]

- En julio, el director del proyecto de TI que trabajan para la administración de Nantes (sexta ciudad más grande de Francia) informó que la migración en sus 5000 equipos se está llevando a cabo desde el año 2013. De acuerdo con el director del proyecto de TI, el cambio a LibreOffice supone para la administración el ahorro de un millón setecientos mil euros.[143]

- A finales del año 2015, la suite se encuentra instalada en prácticamente casi la totalidad de los 500 000 puestos de trabajo de los 11 ministerios franceses miembros del grupo de trabajo MIMO.[144] El grupo de trabajo MIMO es la primera administración pública que se unió al consejo asesor de la Document Foundation.[145]

2016
- La corporación Vietnam Posts and Telecommunications Group (VNPT), de Vietnam, migró sus más de 15 000 equipos a LibreOffice.[146]
- La policía de Lituania migró a LibreOffice en más de 8000 equipos, citando un ahorro de costes de 1 millón de euros.[147]

2017
- La mayoría (75 %) de los municipios de la Región Valona de Bélgica utilizan software y servicios de código abierto que incluyen LibreOffice. A partir de marzo de 2017, más de 20,000 empleados de la administración pública y muchas veces más ciudadanos usan los servicios.[148]
- La región autónoma española de Galicia planea finalizar su cambio a LibreOffice en varios servicios y ministerios del gobierno central este año. En al menos 6.000 equipos, LibreOffice será la única suite ofimática.[149]
- La ciudad de Roma, Italia, comenzó a instalar LibreOffice en todas sus 14 000 estaciones de trabajo de PC, en paralelo a la suite de oficina privativa existente. Es uno de los pasos planeados para aumentar el uso de software gratuito y de código abierto por parte de la ciudad, con el objetivo de reducir la dependencia de los proveedores de TI.[150]

2018
- La ciudad de Barcelona anunció su transición a LibreOffice desde Microsoft Office en enero de 2018. El cambio fue parte de un cambio más amplio del software propietario al de código abierto, y el ayuntamiento tenía como objetivo alcanzar eventualmente la "plena soberanía tecnológica" eliminando su dependencia de Microsoft. productos. Durante el anuncio, Barcelona indicó que dedicaría el 70 por ciento de su presupuesto de software al software de código abierto.[151][152][153]
- La ciudad de Kahramanmaraş, Turquía, está migrando todas sus estaciones de trabajo de PC, aproximadamente 2,000, a Pardus y LibreOffice.[154][155]
- La ciudad de Tirana, Albania, está a punto de completar la implementación de LibreOffice en todas las 1,000 estaciones de trabajo de PC de la ciudad.[156]

2019
- La ciudad de Seixal, Portugal, completó su migración a LibreOffice en las estaciones de trabajo en todos sus departamentos. En el Ayuntamiento de Seixal hay alrededor de 1100 trabajadores que usan la computadora diariamente.[157][158]

2020
- El estado alemán de Schleswig-Holstein anunció su intención de cambiar completamente de Microsoft Office a LibreOffice para 2025 para sus 25 000 empleados. La transición será gradual y comenzará en 2021.[159]

2021
- Se planea migración a Astra Linux, que incluye LibreOffice, para las administraciones de varias centrales nucleares rusas y las subsidiarias de Rosatom hasta finales de 2021, con un total de 15 000 usuarios.[160]

## Conferencias sobre LibreOffice
Dando comienzo en el año 2011, The Document Foundation organiza conferencias anuales, siendo las celebradas y las pendientes de celebrar las siguientes:
- 2011 – París, Francia. 12-15 de octubre[161]
- 2012 – Berlín, Alemania. 17-19 de octubre[162]
- 2013 – Milán, Italia. 24-27 de septiembre[163]
- 2014 – Berna, Suiza. 3-5 de septiembre[164]
- 2014 – Berna, Suiza. 3-5 de septiembre[165]
- 2015 – Aarhus, Dinamarca. 23-25 de septiembre[166]
- 2016 – Brno, República Checa. 7-9 de septiembre[167]
- 2017 – Roma, Italia. 11-13 de octubre[168][169]
- 2018 – Tirana, Albania. 26-28 de septiembre[170]
- 2019 – Almería, España. 11-13 de septiembre[171]
- 2020 – Conferencia web. 15-17 de octubre[172]
- 2021 – Conferencia web. 23-25 de septiembre[173]
- 2022 – Milán, Italia y remoto (evento híbrido). 28 de septiembre - 1 de octubre[174]
- 2023 – Bucarest, Rumania – 20–23 de septiembre[175]